# Armorloricus
Genre
Armorloricus est un genre de loricifères de la famille des Nanaloricidae.

## Description
Il est défini par une lorica composée de 8 plaques.

## Liste des espèces
Selon World Register of Marine Species (17 juil. 2011) :
- Armorloricus elegans Kristensen & Gad, 2004
- Armorloricus davidi Kristensen & Gad, 2004
- Armorloricus kristenseni Heiner, 2004

## Publication originale
- Kristensen & Gad, 2004 : Armorloricus, a new genus of Loricifera (Nanaloricidae) from Trezen ar Skoden (Roscoff, France). Cahiers de Biologie Marine, vol. 45, n. 2, p. 121-156.